# Benediktinerinnenkloster Paris (Rue Tournefort)

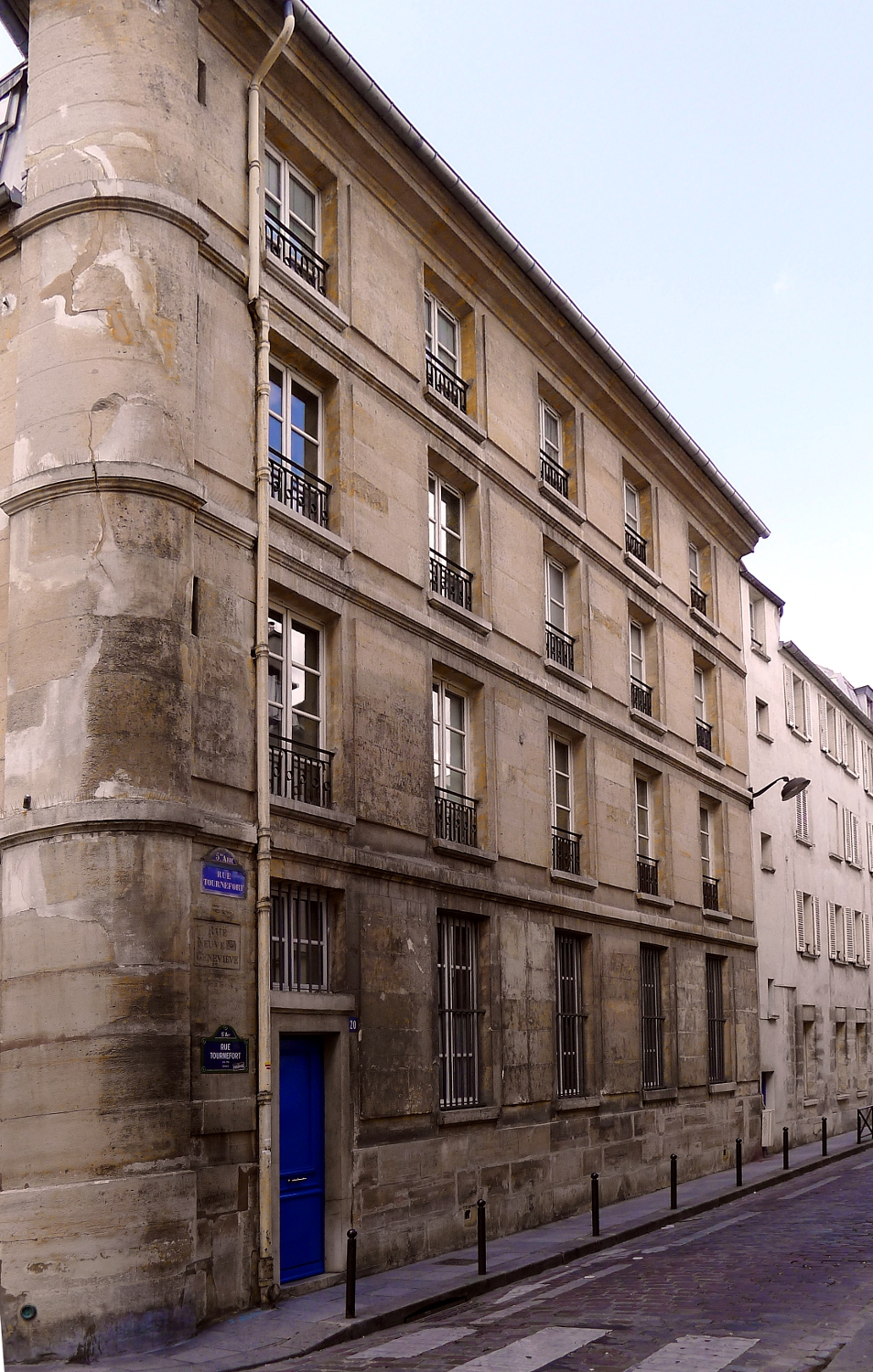
Fassade in der Rue du Pot-de-fer

Das Benediktinerinnenkloster Paris (Rue Tournefort) war von 1808 bis 1975 ein Priorat der Benediktinerinnen vom Heiligsten Sakrament in Paris in Frankreich.

## Geschichte
Nach Schließung der von Mechtilde de Bar gegründeten Pariser Frauenklöster in der Rue Cassette 1792 und in der Rue Neuve-Saint-Louis durch die Französische Revolution blieben einige Schwestern im Untergrund ihrem Gelübde treu und fanden sich ab 1802 wieder zusammen (zuerst in der Rue de la Perle, dann in der Rue Saint Louis, ab 1805 in der Rue Vieille du Temple). 1807 wurde die Kongregation per Dekret wieder zugelassen. Daraufhin kauften die Schwestern 1808 mit privater Unterstützung in der Rue Tournefort (damals Rue Neuve Sainte-Geneviève) das Kloster der Schwestern von Sainte-Aure (1707–1792, nach Aurea von Paris † 665). Von 1904 bis 1907 lebte der Konvent, von der Dritten Republik vertrieben, im Exil in Moignelée (Gemeinde Sambreville) östlich Charleroi in Belgien.
Unter dem Einfluss der 1925 von Pius XI. publizierten Enzyklika Quas primas zur Einsetzung des Christkönigsfestes und der 1926 eingetretenen Mystikerin Olive Danzé (Schwester Marie du Christ-Roi, 1906–1968) ließen die Schwestern von 1935 bis 1940 durch den Architekten Jules-Godefroy Astruc (1862–1955) im Innenhof des Klosters eine Christus König geweihte Kirche bauen, die 1956 zur Basilika erhoben und 1977 abgerissen wurde. Die Spendengelder für den Kirchenbau stammten zum überwiegenden Teil aus Irland, da das Kloster Beziehungen zu Erzbischof John Charles McQuaid (1895–1973) und zu Éamon de Valera unterhielt und Unterstützung durch die in Dublin ansässigen Josefschwestern von Cluny erfuhr.
Aus Mangel an Berufungen und wegen Überalterung des Konvents wurde das Kloster 1975 aufgelöst. Die Reste wurden urban verbaut und sind teilweise sichtbar (Rue du Pot-de-fer 24, Rue Tournefort 16–20, Rue Lhomond 29).